# Raszela Mizrachi
Raszela Mizrachi (ur. 24 listopada 1981 w Skopje) – macedońska biochemiczka i polityk, pierwsza minister Macedonii Północnej pochodzenia żydowskiego, odwołana z urzędu z powodu używania dawnej nazwy państwa.

## Życiorys
Jest córką Wiktora i Liljany Mizrachi. Ma brata Rahamima. Ojciec zmarł na nowotwór.
Wiele osób z jej rodziny zostało zamordowanych w czasie Holokaustu. Jej najbliższej rodzinie udało się uniknąć deportacji do obozów koncentracyjnych. Jako publicznie zabierająca głos ws.antysemityzmu (którego sama doświadczała) i historii Żydów w Macedonii, dla macedońskich konserwatystów stała się bojowniczką o zachowanie pamięci o społeczności żydowskiej. Zasłynęła publicznym oskarżeniem Bułgarii o „celowe wybielanie jej mrocznej historii i w ten sposób zniekształcanie prawdy o Holokauście”.
W latach 2004–2006 odbyła praktykę w klinice weterynaryjnej w Skopje oraz w Klinice Chirurgii Weterynaryjnej Uniwersytetu Nauk Weterynaryjnych „Guelph” w Ontario w Kanadzie. W latach 2007–2009 wykładała na Uniwersytecie Świętych Cyryla i Metodego w Skopje. W latach 2007–2014 pracowała w Instytucie Badań Naukowych na Zwierzętach w Izraelu oraz w Instytucie Badań Kardiologicznych w Izraelu. Prowadziła prace z zakresu biochemii i biologii molekularnej komórek rozrodczych na Uniwersytecie Bar-Ilana. Tam uzyskała doktorat z biochemii. W latach 2015–2017 była doradczynią w Ministerstwie Zdrowia Izraela. Zajmowała się medycznymi analizami statystycznymi, tworzeniem i zarządzaniem badaniami naukowymi, ustalaniem strategii tworzenia, rozwoju i zarządzania programami zdrowotnymi, tworzeniem i wdrażaniem procedur w systemie ochrony zdrowia itp. Była konsultantką Globalnego Funduszu w ramach Programu Walki z Gruźlicą w Macedonii Północnej. Brała udział w międzynarodowych konferencjach i kongresach. Była konsultantką i badaczką w międzynarodowej firmie farmaceutycznej.
Z ramienia prawicowej partii opozycyjnej WMRO-DPMNE została wybrana posłanką do Zgromadzenia Macedonii Północnej. Skupiała się na inicjatywach dotyczących edukacji młodych. Sprzeciwiała się ustępstwom na rzecz Grecji na czele ze zmianą nazwy państwa na Macedonia Północna. Występowała przeciwko premierowi Zoranowi Zaewowi.
W 2020 została odsunięta od urzędu (bezpartyjnej) Minister Pracy i Polityki Społecznej z powodu obstawiania za dawną nazwą państwa (Macedonia). Zgromadzenie Macedonii Północnej 15 lutego 2020 zagłosowało za jej odwołaniem (62 głosy za, 26 przeciw).
W wyborach parlamentarnych w czerwcu 2020 została ponownie wybrana do parlamentu. Przewodniczy Grupie Przyjaźni Międzyparlamentarnej odpowiedzialnej za kontakty Macedonii Północnej i Izraela. W 2023 pełniła funkcję Przewodniczącej Komisji Śledczej ds. Skandalu Onkologicznego.